# Leon Gardikiotis
Leon Gardikiotis est un entraîneur australien de football. Il a notamment dirigé la sélection de Tahiti entre 1999 et 2000.

## Biographie

### Carrière de joueur
Gardikiotis est né en Allemagne de l'Ouest en 1964 de parents grecs, originaires d'Aigáleo et qui déménagent par la suite en Australie. Il signe son premier contrat professionnel au club de Larissa, qui évolue en Alpha Ethniki. Durant sa carrière, il porte également les maillots de Dóxa Dráma, toujours en Grèce puis part jouer dans le championnat australien (contrats avec Saint-George Saints FC, Sydney Olympic, Canberra FC et Wollongong Wolves). Il raccroche définitivement les crampons en 1995, à l'âge de 31 ans.

### Carrière d'entraîneur
La première équipe dirigée par Gardikiotis est une formation de deuxième division australienne, West Wanderers. La saison suivante, le club de Wollongong Wolves, dans lequel il a évolué quelques années plus tôt comme attaquant, lui offre le poste d'adjoint du coach Berti Mariani. Il va ensuite travailler pour la Brazilian Football Academy de Rio de Janeiro puis recevoir son diplôme d'entraîneur senior. En 1998, il devient responsable des équipes juniors des îles Fidji (moins de 17 ans et moins de 20 ans) et dirige les jeunes Fidjiens en Coupe d'Océanie des moins de 17 ans de football 1999, disputé à domicile et où ils atteignent la finale, ce qui constitue le meilleur résultat de la sélection.
En novembre 1999, la fédération tahitienne le choisit pour succéder à Alain Rousseau sur le banc de la sélection de Tahiti. Avec Gardikiotis à sa tête, les Toa Aito remportent la Coupe de Polynésie, synonyme de qualification directe pour la phase finale de la Coupe d'Océanie, organisée à Papeete. La compétition est un échec puisque, à domicile, les Tahitiens sont battus par la Nouvelle-Zélande puis le Vanuatu et sont donc éliminés dès le premier tour. C'est une déception pour l'équipe nationale qui avait jusque-là toujours atteint au moins les demi-finales de l'épreuve. Son contrat n'est pas renouvelé et il quitte son poste en fin d'année 2000.
Il dirige ensuite plusieurs équipes du championnat australien, comme Canberra Cosmos ou Whittlesea Stallions. En septembre 2005, il retourne en Grèce où il devient entraîneur du club de Beta Ethniki de Panachaïkí puis quelques années plus tard de Niki Volos et Lamia FC.

## Palmarès
- Coupe de Polynésie :
  - Vainqueur en 2000 avec Tahiti

- Tournoi qualificatif de l'OFC des moins de 17 ans :
  - Finaliste en 1999 avec les Fidji